# North Stormont
North Stormont (offiziell Township of North Stormont) ist eine Flächengemeinde im Osten der kanadischen Provinz Ontario. Sie liegt im Stormont, Dundas and Glengarry United Counties und ist ein Township mit dem Status einer Lower Tier (untergeordneten Gemeinde).

## Lage
Die Gemeinde wird im Nordwesten vom South Nation River durchflossen. Die Siedlungsschwerpunkte der Gemeinde sind Crysler, Finch und Moose Creek, während die Gemeindeverwaltung ihren Sitz in Berwick hat. North Stormont liegt etwa 45 Kilometer Luftlinie östlich von Ottawa bzw. etwa 120 Kilometer Luftlinie westlich von Montréal.

## Bevölkerung
Der Zensus im Jahr 2016 ergab für die Gemeinde eine Bevölkerungszahl von 6873 Einwohnern, nachdem der Zensus im Jahr 2011 für die Gemeinde noch eine Bevölkerungszahl von nur 6775 Einwohnern ergeben hatte. Die Bevölkerung hat damit im Vergleich zum letzten Zensus im Jahr 2011 schwächer als der Trend in der Provinz um 1,4 % zugenommen, während der Provinzdurchschnitt bei einer Bevölkerungszunahme von 4,6 % lag. Im Zensuszeitraum von 2006 bis 2011 hatte die Einwohnerzahl in der Gemeinde noch schwächer um nur 0,1 % zugenommen, während sie im Provinzdurchschnitt um 5,7 % zunahm.

### Sprache
In der Gemeinde lebt eine relevante Anzahl von Franko-Ontariern. Bei offiziellen Befragungen gab etwa 1/4 der Einwohner an französisch als Muttersprache oder Umgangssprache zu verwenden. Auf Grund der Anzahl der französischsprachigen Einwohner gilt in der Gemeinde der „French Language Services Act“. Obwohl Ontario offiziell nicht zweisprachig ist, sind nach diesem Sprachgesetz die Provinzbehörden verpflichtet, ihre Dienstleistungen in bestimmten Gebieten auch in französischer Sprache anzubieten. Die Gemeinde selber gehört auch der Association française des municipalités d’Ontario (AFMO) an und fördert die französische Sprachnutzung ebenfalls auf Gemeindeebene.